# Mecz Gwiazd PLKK 2001
Mecz Gwiazd – Polska – Gwiazdy PLKK 2001 – towarzyski mecz koszykówki rozegrany 14 października 2001 roku w hali Gdyńskiego Ośrodka Sportu. W spotkaniu wzięły udział zawodniczki najwyższej klasy rozgrywkowej w Polsce oraz reprezentantki Polski. 

## Statystyki spotkania
- Trener kadry Polski: Tomasz Herkt
- Trener drużyny gwiazd: Mirosław Trześniewski (Polfa Pabianice)

| Polska – 74                               | Polska – 74                               | Polska – 74                               | 72 – Gwiazdy PLKK                         | 72 – Gwiazdy PLKK                         | 72 – Gwiazdy PLKK                         | 72 – Gwiazdy PLKK                         |                                           |
| Wyniki Kwart – 19:20, 13:18, 20:15, 22:19 | Wyniki Kwart – 19:20, 13:18, 20:15, 22:19 | Wyniki Kwart – 19:20, 13:18, 20:15, 22:19 | Wyniki Kwart – 19:20, 13:18, 20:15, 22:19 | Wyniki Kwart – 19:20, 13:18, 20:15, 22:19 | Wyniki Kwart – 19:20, 13:18, 20:15, 22:19 | Wyniki Kwart – 19:20, 13:18, 20:15, 22:19 | Wyniki Kwart – 19:20, 13:18, 20:15, 22:19 |
| Zawodnik                                  | Klub                                      | Pkt                                       | Zawodnik                                  | Kraj                                      | Klub                                      | Pkt                                       |                                           |
| ----------------------------------------- | ----------------------------------------- | ----------------------------------------- | ----------------------------------------- | ----------------------------------------- | ----------------------------------------- | ----------------------------------------- | ----------------------------------------- |
| Małgorzata Dydek                          | Lotos Gdynia                              | 20                                        | Elen Szakirowa                            | Rosja                                     | Lotos VBW Clima Gdynia                    | 18                                        |                                           |
| Joanna Cupryś                             | Lotos VBW Clima Gdynia                    | 15                                        | Olga Pantelejewa                          | Rosja                                     | Lotos VBW Clima Gdynia                    | 9                                         |                                           |
| Edyta Koryzna                             | Polfa Pabianice                           | 10                                        | Daiva Jodeikaitė                          | Litwa                                     | ŁKS Łódź                                  | 9                                         |                                           |
| Beata Krupska-Tyszkiewicz                 | Łączność Olsztyn                          | 10                                        | Elina Stefanowska                         | Rosja                                     | Start Gdańsk                              | 8                                         |                                           |
| Anna Wielebnowska                         | Wisła Kraków                              | 5                                         | Katarzyna Szołtysek                       | Polska                                    | Polfa Pabianice                           | 7                                         |                                           |
| Patrycja Czepiec                          | Wisła Kraków                              | 4                                         | Jennifer Mowe                             | Stany Zjednoczone                         | Ślęza Wrocław                             | 7                                         |                                           |
| Agnieszka Pałka                           | Polfa Pabianice                           | 3                                         | Gabriela Toma                             | Rumunia                                   | Polfa Pabianice                           | 6                                         |                                           |
| Elżbieta Trześniewska                     | Polfa Pabianice                           | 3                                         | Marie Ferdinand                           | Stany Zjednoczone                         | Lotos VBW Clima Gdynia                    | 4                                         |                                           |
| Monika Ciecierska                         | CCC Polkowice                             | 2                                         | Agnieszka Jaroszewicz                     | Polska                                    | Polfa Pabianice                           | 2                                         |                                           |
| Beata Predehl                             | Ślęza Wrocław                             | 2                                         | Ołena Proszczenko                         | Ukraina                                   | AZS Lublin                                | 2                                         |                                           |
| Sylwia Wlaźlak                            | Polfa Pabianice                           | 0                                         | Elena Nawojkowa                           | Białoruś                                  | Lotos VBW Clima Gdynia                    | 0                                         |                                           |
|                                           |                                           |                                           | Agnieszka Pazur                           | Polska                                    | AZS Lublin                                | 0                                         |                                           |